# Spall, Bad Kreuznach
Spall là một đô thị thuộc huyện Bad Kreuznach trong bang Rheinland-Pfalz, phía tây nước Đức. Đô thị Spall, Bad Kreuznach có diện tích 14,29 km², dân số thời điểm ngày 31 tháng 12 năm 2006 là 160 người.